# オックスフォード議会 (1644年)
オックスフォード議会（オックスフォードぎかい、英：Oxford Parliament）は、清教徒革命（イングランド内戦）期のイングランド・オックスフォードに召集された議会（1644年1月22日 - 4月16日、10月8日 - 1645年3月10日）。イングランド王チャールズ1世が2回召集したが、どちらの会期も目的を果たせないまま短期間で解散された。
第一次イングランド内戦が長期化の様相を呈していく中、チャールズ1世の側近エドワード・ハイド（後のクラレンドン伯爵）は王党派と議会派の和睦を図るべく、王に議会召集を進言した。応じたチャールズ1世は1643年12月に声明を発表、8月にウェストミンスターの長期議会（議会派）が厳粛な同盟と契約でスコットランドの国民盟約（盟約派）と軍事同盟を結んだ点を問題視し、外国勢を侵入させた議会派を非難しつつ、ウェストミンスターから離れてオックスフォードへ召集する予定の議会に来れば恩赦を与えることを約束した。チャールズ1世とハイドはオックスフォードの議会を長期議会に対抗する場として考え、ウェストミンスターから和平派を結集することを目論んだ。
1644年1月22日にオックスフォード大学クライスト・チャーチで議会が開かれた。貴族院議員は40名、庶民院議員は100名余りが集まり、チャールズ1世の甥のカンバーランド公ルパートなど王党派の軍人も議員に任命された。チャールズ1世は開会の訓示で長期議会の非難と国王の名誉と権利回復を呼びかけ、オックスフォード議会もそれに応えスコットランド人は侵入者であると宣言した。長期議会も対抗措置としてオックスフォード議会に参加した議員達を除名した。
しかし、議員で溢れかえったオックスフォードは次第に不穏な空気に包まれ、オックスフォードに駐屯している王党派兵士と議員との間に確執が起こりつつあった。こうした状況に耐えられずウェストミンスターへ逃亡する議員も現れる中、人口過剰も問題になり4月16日にチャールズ1世は議会を解散した。議会の会期は3ヶ月未満と短く、何も成果を上げられずハイドの試みは挫折した。チャールズ1世は10月8日にオックスフォード議会を再召集したが、内戦を通して長期議会が行政制度を整えていくのと対照的に制度・人材などが欠けていたことが明らかになり、1645年3月10日にやはり短期間で解散された。